# Eiko Yamada
Eiko Hisamura (久村 栄子?, Hisamura Eiko, da non sposata 山田?, Yamada; Yokohama, 13 giugno 1953) è una doppiatrice giapponese. Hisamura ha lavorato con il suo nome da non sposata prima di sposarsi e per un lungo periodo anche dopo, quindi il nome Eiko Yamada è spesso utilizzato ancora. In passato è stata rappresentata dalla Aoni Production.
Hisamura ha doppiato molti personaggi della serie World Masterpiece Theater della Nippon Animation, inclusa Anna in Anna dai capelli rossi e Jo in Una per tutte, tutte per una.

## Doppiaggio

### Serie televisive
- Anime Sanjūshi (Aramis)
- Bikkuriman (Rojin Hood, Shintei Hood)
- Biriken (Gariken)
- Biriken Nan demo Shōkai (Gariken)
- Bōkensha (Queen Isabel)
- Captain Tsubasa (Tarō Misaki (giovane), Kaori Matsumoto, Yuzo Morisaki)
- City Hunter (Aya (ep.40))
- C'era una volta... Pollon (Era)
- Robottino (Sachiko aka "Sgt. Sally" in English version)
- Dragon Ball, Dragon Ball Super, Dragon Ball GT (Mai)
- Fang of the Sun Dougram (Canary Donetto)
- Game Center Arashi (Satoru Daimonji)
- Ganbare, Kikka-zu! (Hikaru Uesugi)
- Ginga: Nagareboshi Gin (Gin)
- Ginga Sengoku Gunyūden Rai (Rōjin)
- Ginga Shippū Sraiger (Petite Rojji)
- Highschool! Kimen-gumi (Mei Undō)
- Igano Kabamaru (Ran Ōkubo, Shuppū (as child))
- Sun College (Kozue)
- Lady Georgie (Abel Butman (giovane), Jessica)
- Kon'nichiwa Anne 〜 Before Green Gables (Narrator)
- Mīmu Iroiro Yume no Tabi (Satoru)
- Nagakutsu o Haita Neko no Bōken (Hans)
- Kaibutsu-kun (Demokin)
- Ninja Hattori-kun (Kagechiyo)
- Ninja Senshi Tobikage (Sharumu Baker)
- Oyoneko Būnyan (Maron Kurikōji)
- Parasol Henbē (Kanbē)
- Ranma ½ (Tsubasa Kurenai)
- Robotan (Kan-chan)
- God Mars (Namida Akashi)
- Space Runaway Ideon (Banda Rotta)
- Tetsujin 28-go (Shōtarō Kaneda)
- Video Senshi Laserion (Sahara)
- Wan Wan Sanjūshi (Queen Anne)
- World Masterpiece Theater series:
  - Anna dai capelli rossi (Anne Shirley)
  - Papà Gambalunga (Sadi)
  - Piccolo Lord (Jane Hurt)
  - Lovely Sara (Lavinia Herbert, Caesar)
  - Pollyanna (Jimmy Bean)
  - Remy la bambina senza famiglia (Mrs. Milligan)
  - Cantiamo insieme (Yvonne)
  - Sui monti con Annette (Rushien Moreru)
  - Una per tutte, tutte per una (Josephine "Jo" March)
  - Una classe di monelli per Jo (Josephine "Jo" Match)

### OAV
- 8 Man After (Samu)
- Ace o Nerae! 2 (Ranko Midorikawa)
- Ace o Nerae! Final Stage (Ranko Midorikawa)
- Ai Monogatari (Kyōko)
- Shin Captain Tsubasa (Tarō Misaki)
- Carol (Domosu)
- Chō Robot Seimeitai Transformer Z (Kain)
- Cool Cool Bye (Shiriru Soko)
- Dancougar - Super Beast Machine God: Hakunetsu no Shūshō (Tiore)
- Legend of Lemnear (Lemnear)
- Mini 4 Soldier Rin! (Waka)
- Kaibutsu-kun (Demokin)
- Ninja Hattori-kun (Kagechiyo)
- Otohime Connection (Himeko Kamikiba)
- Soratobu Usagi no Yūkai Bōshi Boku Iya da yo! (Mimisuke)
- Unkai no Meikyū Zegay (Himiko)
- Urban Square: Kohaku no Tsugeki (Yuki Tamura)
- Utsunomiko Tenjōhen (Kagami)
- Waragutsu no Naka no Kami-sama (Narration)
- Watto Pō to Bokura no Ohanashi (Nikkusu)
- Yajikita Gakuen Dōchūki series (Reiko Shinokita)
- Yamatarō Kaeru (Yamatarō)

### Film
- Anime Sanjūshi: Aramis no Bōken (Aramis)
- Candy Candy (1992 version) (Eliza)
- Choro Q Dougram (Canary Donetto)
- Document: Fang of the Sun Dougram (Canary Donetto)
- Galaga (Paula)
- Locke the Superman (Kim)
- Running Boy: Star Soldier no Himitsu (Kenta Shinoyama)
- Space Runaway Ideon series (Banda Rotta)
- Umeboshi Denka: Uchū no Hate kara Panparopan! (Denka)
- Utsunomiko (Kagami)
- Yu-Gi-Oh! The Movie (Shōgo Aoyama)

### Videogiochi
- Dragon Ball Z: Budokai Tenkaichi 2 (Mai)
- Dragon Ball Z: Budokai Tenkaichi 3 (Mai)
- Dragon Ball: Origins (Mai)
- Dragon Ball: Revenge of King Piccolo (Mai)
- Dragon Ball Legends (Mai)
- Dragon Ball Z: Kakarot (Mai)
- Dragon Ball: Sparking! Zero (Mai)
- Metal Gear Solid (Nastasha Romanenko)
- Super Robot Wars series (Sharumu Baker, Tiore)
- Tengai Makyou II: Manjimaru (Gozen Fubuki, Yoshinobu Fubumi))
- Those Who Hunt Elves (Garbella, Fortune Teller)
- Vasteel 2 (Boyce's mother, female soldier)
- Ys I & II (Tarufu Hadaru)